# BELvue Museum

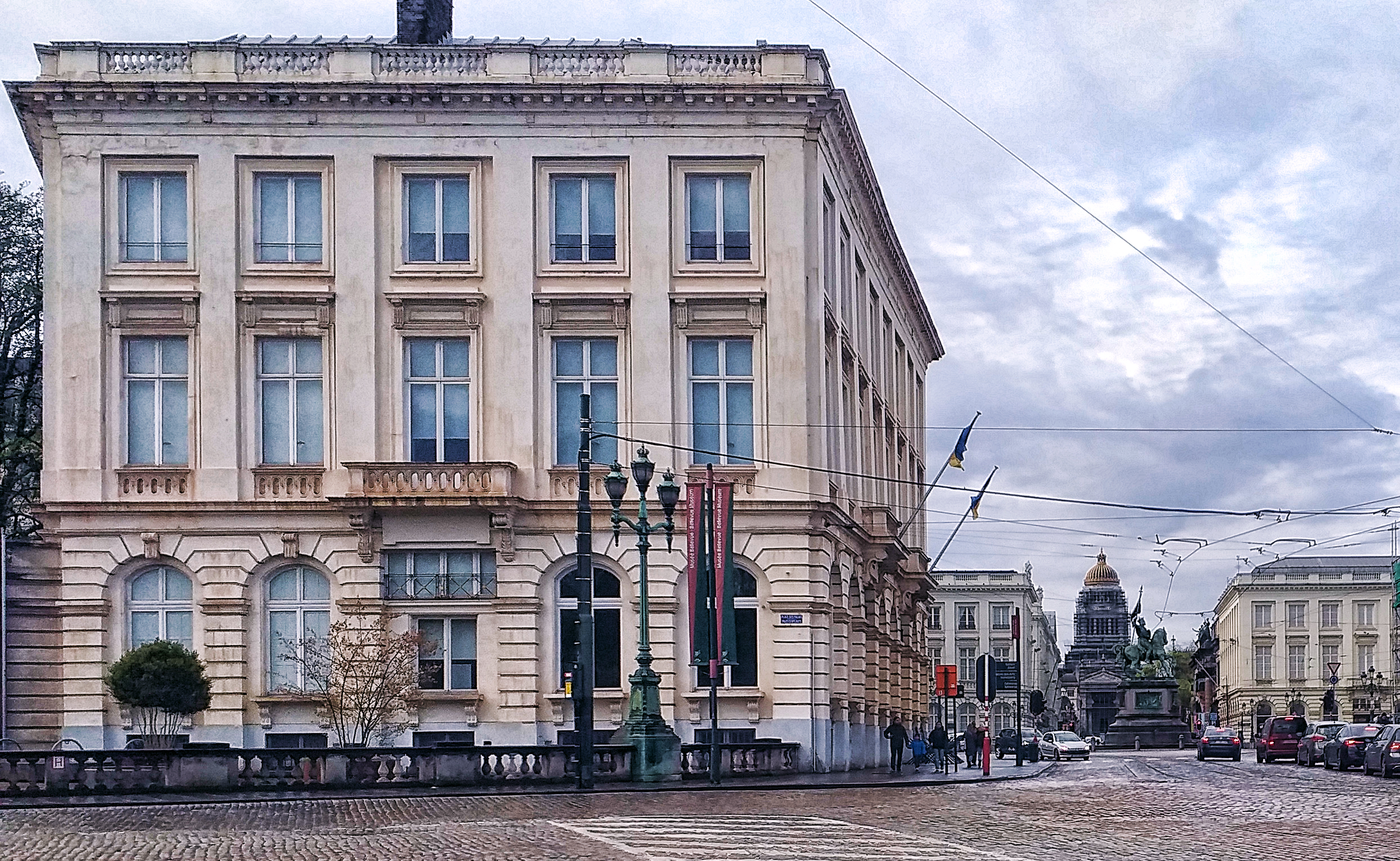
BELvue Museum Brussel

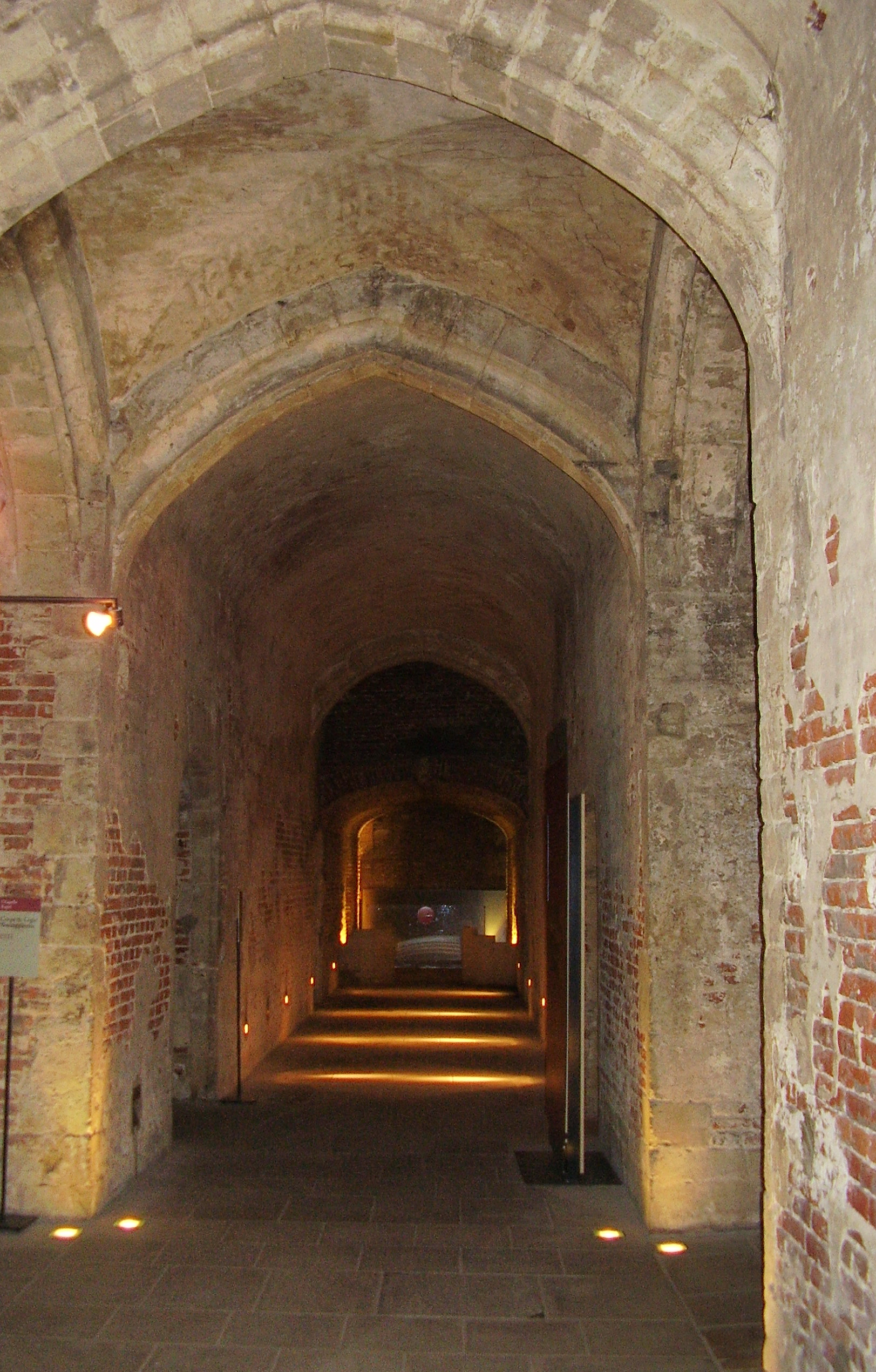
BELvue Museum: gang onder de vroegere kapel van het paleis op de Koudenberg

Het BELvue Museum is een museum in Brussel beheerd door de Koning Boudewijnstichting, dat in 2016 volledig vernieuwd werd. Het BELvue toont België en zijn geschiedenis aan de hand van een thematische aanpak en een moderne en interactieve opstelling om de bezoeker de sleutels te geven om een beter inzicht te verwerven in België en zijn samenleving.
In de zalen komen zeven maatschappelijke thema’s aan bod: democratie, welvaart, solidariteit, pluralisme, migratie, taal en Europa. Elk thema wordt eerst voorgesteld vanuit een hedendaagse invalshoek en vervolgens uitgewerkt en toegelicht doorheen de geschiedenis van België. Hoe zijn België en de Belgen gekomen tot waar ze vandaag staan? In de nieuwe tentoonstelling van het BELvue is de geschiedenis geen doel op zich, maar wel degelijk een middel om dingen uit te leggen en sleutels aan te reiken om onze samenleving te begrijpen en te verklaren.
Een galerij met meer dan 200 voorwerpen vult dit overzicht van België gisteren en vandaag aan. De voorwerpen staan chronologisch opgesteld van de negentiende eeuw tot vandaag en vormen als het ware het ‘materiële geheugen’ van België. De bezoeker vindt er alledaagse gebruiksvoorwerpen, kunstwerken en designstukken, bekende merken, wetenschappelijke uitvindingen, verwijzingen naar sportieve topprestaties of ook voorwerpen die herinneren aan de rijkdom van de Belgische volkscultuur.

## Gebouw
Het museum is gehuisvest in het Hôtel Belle-Vue, een voormalig 18e-eeuws hotel. In het hotel verbleven onder andere Sarah Bernhardt, Honoré de Balzac, Adolphe Thiers, Franz Liszt, Ulysses S. Grant, generaal Charles George Gordon, koning Eduard VII van het Verenigd Koninkrijk, koning Umberto I van Italië, koning Victor Emanuel III van Italië, keizer Wilhelm I van Duitsland en keizerin Eugénie de Montijo.
Leopold II liet het Koninklijk Paleis volledig herbouwen en kocht het hotel in 1902, zodat het deel uitmaakt van het complex. Het hotel werd opnieuw ingericht, vernieuwd, verfraaid en bemeubeld zodat prinses Clementina haar intrek in de grote salons kon nemen. De prinses verliet het paleis na haar huwelijk. Van 1905 tot 1934 deed het gebouw dienst als woonverblijf voor de hertogen van Brabant, de latere Leopold III van België en koningin Astrid. In de vestibule staan een paar beelden geschonken door de hertog van Ursel en zijn familie als huwelijksgeschenk aan prins Leopold. Gedurende de eerste jaren van hun huwelijk woonden ze in de salons op de tweede verdieping. Groothertogin Josephine Charlotte werd in de slaapkamer van prinses Clementine geboren. Nadien verhuisde de prins met zijn vrouw en dochter naar Laken, na de dood van zijn vader. De koninklijke familie nam in Kasteel Stuyvenberg hun intrek, waar koning Albert II en zijn broer werden geboren. Aan de overkant van het BElvue museum, staat het Paleis van Filips, graaf van Vlaanderen, waar Albert I, de vader van Leopold III, werd geboren.
Sinds 1977 is dit gedeelte van het koninklijk paleis ingericht voor een museum. De versiering en decoratie stamt uit de tijd van koning Leopold (o.a. de Borgendael-salons). Het hele gebouw is beschermd, ook de gevels. Sinds lang wordt het paleis niet meer bewoond, en er werd gezocht naar een gepaste functie. Met de steun van en onder de hoede van de Koning Boudewijnstichting opende het museum in de huidige vorm zijn deuren in juli 2005, bij de festiviteiten van 175 jaar België. Het museum is gelegen naast het Koninklijk Paleis en op een van de hoeken van het Koningsplein, schuin tegenover de achterzijde van het BOZAR aan de Koningsstraat. In het museum is ook toegang tot de oude kelders en gangen en de Aula Magna van het Paleis op de Koudenberg.